# Humájún
Násiruddín Humájún (17. března 1508, Kábul – 27. ledna 1556, Dillí) byl druhý mughalský císař, který v letech 1530–1540 a 1555–1556 ovládal oblasti dnešního Pákistánu, Afghánistánu a severní Indie. O vládu v letech 1540–1555 jej dočasně připravil Šér Chán Súr.

## Život

### První vláda
Humájún byl nejstarším synem Bábura, zakladatele mughalské říše. Na trůn nastoupil po jeho smrti ve věku 23 let. Vládu započal úspěšným tažením proti sultánovi z Gudžarátu, jehož území dobyl a přípojil k Mughalské říši. Měl zájem o umění a astrologii, značně však holdoval opiu. Od počátku vlády musel čelit intrikám svých tří nevlastních bratrů, kteří se ho snažili připravit o trůn. Roku 1539 proti němu povstal bengálský vojevůdce Šér Šáh Súr, který se prohlásil císařem. Humájún proti němu vytáhl, ve dvou bitvách však byl poražen a vypuzen z Indie.

### Vládce bez trůnu
Humájún, pronásledovaný Šér Šáhem i svými zrádnými bratry uprchl nejprve do Láhauru. I toto město však záhy dobyl Šér Šáh Súr. Humájún se svou rodinou a nepočetným doprovodem se poté skrýval mezi Rádžputy a afghánskými kmeny. Zde se mu narodil syn Akbar. Nakonec uprchl do Persie, kde jej přijal šáh Tahmásp. Humájún byl přinucen přestoupit na ší'itskou verzi islámu a šáh mu poté poskytl vojenskou pomoc. S podporou Peršanů Humájún roku 1545 dobyl Kábul, odkud vedl boje se svými nevlastními bratry. Ty posléze zajal a vypudil ze země.

### Druhá vláda
V Indii zatím zahynul usurpátor Šér Šáh Súr a mezi jeho nástupci se rozpoutal boj o moc. Toho využil Humájún a po roce 1550 začal dobývat jednu oblast Indie za druhou. Roku 1555 svou expanzi dokončil a dal se v Ágře podruhé korunovat císařem. Jeho vláda však trvala pouze necelý rok. Roku 1556 zahynul v důsledku nešťastného pádu ze schodů. jeho nástupcem se stal syn Akbar, který patří k nejvýznamnějším mughalským panovníkům vůbec.